# آباد دره (تاجیکستان)
آباد دره (پیشتر: اویاس) یک منطقهٔ مسکونی در تاجیکستان است که در ولایت سغد واقع شده‌است.